# Герой КНДР
Герой КНДР — почесне звання КНДР. До заснування — Ордена Кім Ір Сена вважалося — поряд зі званням Героя Праці КНДР — найвищою державною нагородою КНДР.

## Історія
Засноване 30 червня 1950 року. Присвоюється за героїчний вчинок у збройному конфлікті.
Нагороджуються тільки громадяни КНДР. За історію КНДР було нагороджено лише 20 іноземців — Йосип Броз Тіто, Зіаур Рахман, Фідель Кастро, Пол Пот та інші.
Нагородженому вручаються медаль «Золота Зірка» і Орден Державного прапора I ступеня, а на батьківщині героя споруджується його бюст.
За участь у Корейській війні 1950—1953 рр. звання Героя КНДР було присвоєно 481 військовослужбовцю армії КНДР.
Серед нагороджених є корейці радянського походження (генерал-майор Микола Миколайович Пак, контрадмірал Кім Чіл Сен, полковник Володимир Ан).
Можливо багаторазове нагородження; зокрема, Кім Ір Сен відзначалось цієї нагороди тричі, його син Кім Чен Ір чотири рази, четверте присудження було посмертно.
В окремих випадках нагородження проводиться посмертно. Так, звання «Герой КНДР» було посмертно присвоєно матері Кім Чен Іра — Кім Чен Сук. У 2005 році було посмертно надано звання північнокорейській студентці Ю Ген Хва, яка загинула на пожежі, рятуючи від вогню портрети Кім Ір Сена і Кім Чен Іра.